# Литл-Лаймстон
Литл-Лаймстон (англ. Little Limestone Lake) — озеро на севере канадской провинции Манитоба, примерно в 500 километрах к северу от Виннипега и в 65 километрах к северу от Гранд-Рапидс. Находится на 4810-гектаровой территории одноимённого провинциального парка, яркого примера карстовой геологии, в низменностях Манитобы. Восточный берег озера занят территорией племени Мосакахикен-Кри-Нейшен, и это племя принимает участие в охране заповедной территории.
Литл-Лаймстон является самым большим мергелевым озером в мире, эксперты также считают его наиболее выдающимся из таковых. Оно обладает способностью менять цвет в зависимости от температуры. В нём растворено много солей кальция, приносимых туда подземными водами. Когда вода нагревается, растворимость солей падает, и в воде появляются микроскопические кристаллы кальцита, придающие воде мутно-голубую или молочно-белую окраску. При похолодании кристаллики растворяются, и вода снова становится прозрачной. Озёр с такой особенностью немало, но Литл-Лаймстон выделяется среди них большим размером и особенно высокой концентрацией солей кальция. Кроме того, оно везде мелкое, и поэтому меняет цвет особенно сильно и равномерно по всей площади.
Озеро Литл-Лаймстон находится под защитой Международного союза охраны природы (охраняемая территория категории III). Оно охраняется главным образом для того, чтобы сохранить присущие ему уникальные природные свойства.
Акватория озера Литл-Лаймстон проходит через Никелевый Пояс Томпсона, зону высокого содержания ряда минералов.